# بوبي غرايسون
بوبي غرايسون (بالإنجليزية: Bobby Grayson)‏ هو لاعب كرة قدم أمريكية أمريكي، ولد في 8 ديسمبر 1914 في بورتلاند في الولايات المتحدة، وتوفي في 22 سبتمبر 1981 في بالفيو في الولايات المتحدة.